# The Silver Lining (computerspel)
The Silver Lining is een episodisch avonturenspel van Phoenix Online Studios bestaande uit vijf delen, waarvan er reeds vier beschikbaar zijn. Het eerste deel kwam uit in 2010, het vijfde deel werd eind 2013 verwacht. Hoewel het spel een vervolg is van King's Quest VIII: The Mask of Eternity, behoort het niet tot de officiële King's Quest-serie dat door Sierra On-Line werd ontwikkeld.

## Verhaal
Het verhaal start een jaar na The Mask of Eternity tijdens de trouwplechtigheid van Rosella en Edgar op "Krooneiland" wat behoort tot de "Groene Eilanden". Deze eilandengroep wordt geregeerd door Alexander en zijn vrouw Cassima. Wanneer Rosella haar trouwbelofte wil zeggen, stapt een vreemde man in zwarte mantel naar voor. Hij spreekt een toverspreuk uit en Rosella valt bewusteloos neer. Ook Alexander ondergaat hetzelfde lot. De vreemde man verdwijnt spoorloos, maar laat zijn mantel achter.
Koning Graham start een queeste op om na te gaan wie de vreemde man was en hoe hij de vloek op zijn kinderen Rosella en Alexander ongedaan kan maken. Kapitein Saladin raadt hem aan om het Orakel van het "Eiland van de Heilige Berg" op te zoeken. Omwille van een storm is Graham genoodzaakt om te overnachten in het huis van de kapitein. Daar ontmoet hij Hassan wiens boot hij mag gebruiken om naar het eiland te varen. Het Orakel kan enkel zeggen dat de mantel bedoeld is om zwarte magie uit te oefenen en verwijst Graham door naar een druïde die leeft op het "Eiland van de Mist". De druïde weet een oplossing om de vloek ongedaan te maken en geeft Graham de opdracht om enkele ingrediënten te zoeken.